# At the Beeb
At the Beeb — концертний альбом британського рок-гурту «Queen», що вийшов на вінілових платівках, касетах і CD у 1989 році. Згодом він вийшов «Hollywood Records» у 1995 році в США і Канаді під назвою «Queen at the BBC» на CD і на вінілових платівках обмеженим тиражем.
Альбом складається з треків, записаних під час двох сесій для програми «BBC Radio 1» «Sound of the 70s». Перші чотири треки були записані 5 лютого 1973 року, решта — 3 грудня 1973 року.
Всі, крім одного треку, з'явилися у альбомі «Queen»; винятком є «Ogre Battle», який з'явився у альбомі «Queen II». Однак версії, представлені на «At the Beeb», відрізняються від оригінальних версій, будучи ближче до пісень, які виконувалия на концертах. Це найбільш помітно у «Ogre Battle», тому що він починається відразу зі свого основного рифу (без довгого вступу), не має ніяких ефектів, які присутні у версії альбому «Queen II» і звучить набагато менш «відшліфовано». Версія «Ogre Battle» для «BBC» спочатку мала довгий вступ з грандіознішою гітарною грою. Вона не використовувалася для цього випуску, нібито тому, що оригінальна стрічка була пошкоджена.

## Трек-лист
| #     | Назва                        | Автор             | Тривалість |
| ----- | ---------------------------- | ----------------- | ---------- |
| 1.    | «My Fairy King»              | Фредді Мерк'юрі   | 4:06       |
| 2.    | «Keep Yourself Alive»        | Браян Мей         | 3:48       |
| 3.    | «Doing Alright»              | Мей, Тім Стаффелл | 4:11       |
| 4.    | «Liar»                       | Мерк'юрі          | 6:28       |
| 5.    | «Ogre Battle»                | Мерк'юрі          | 3:57       |
| 6.    | «Great King Rat»             | Мерк'юрі          | 5:59       |
| 7.    | «Modern Times Rock 'n' Roll» | Роджер Тейлор     | 2:00       |
| 8.    | «Son and Daughter»           | Мей               | 7:08       |
| 37:27 |                              |                   |            |

## Музиканти
- Фредді Мерк'юрі — головний вокал
- Браян Мей — гитара, бек-вокал
- Роджер Тейлор — ударні, бек-вокал
- Джон Дікон — бас-гітара, бек-вокал